# Galeodes timbuktus timbuktu
Galeodes timbuktus timbuktu es una subespecie de arácnido  del orden Solifugae de la familia Galeodidae.

## Distribución geográfica
Se encuentra en Malí.